# Didemnum poecilomorpha
Didemnum poecilomorpha är en sjöpungsart som beskrevs av Monniot 1996. Didemnum poecilomorpha ingår i släktet Didemnum och familjen Didemnidae. Inga underarter finns listade i Catalogue of Life.